# Fərəc Qarayev

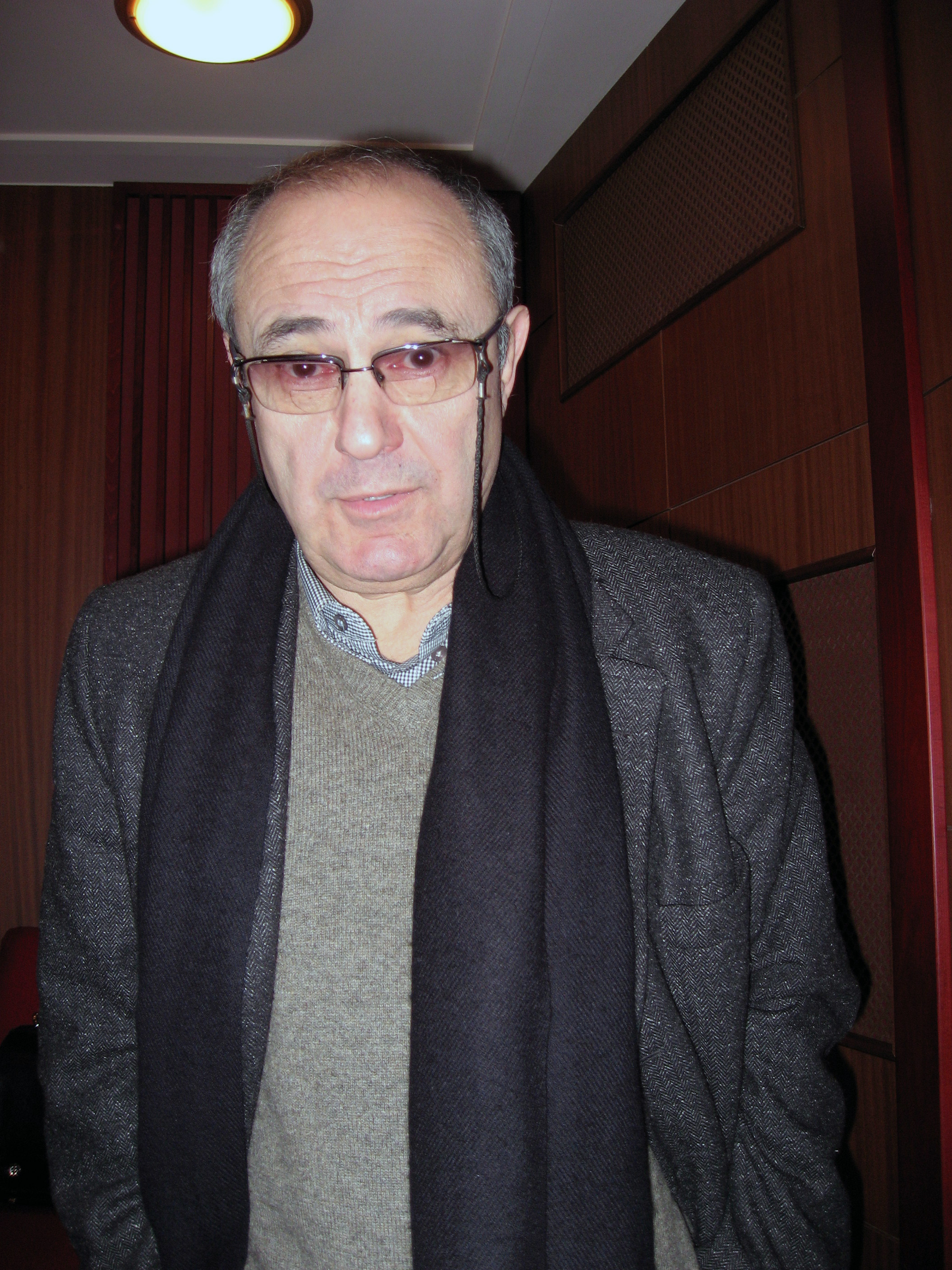
Fərəc Qarayev

Fərəc Qara oğlu Qarayev (russisch Фарадж Караевич Караев, Faradsch Karajewitsch Karajew; Schreibweise auch Faraj Garayev, Faradzh Karaev u. a.; * 19. Dezember 1943 in Baku) ist ein aserbaidschanischer Komponist.
Qarayev studierte am Staatlichen Konservatorium in Baku Komposition bei seinem Vater, dem bekannten Komponisten Qara Qarayev. Hier unterrichtete er nach dem Abschluss des Studiums von 1966 bis 2003 Komposition, Orchestrierung und Kontrapunkt. Von 2003 bis 2005 lehrte er als Professor am Staatlichen Konservatorium Kasan (Tatarstan, Russland). Daneben ist er seit 1999 Professor am Moskauer Konservatorium.

## Werke
- Sonata Nr. 2 für Klavier, 1967
- Concerto grosso in Erinnerung an Anton Webern, 1967
- Die Schatten von Kobustan, Ballett, 1969
- Kaleidoskop, Ballett, 1971
- Konzert für Klavier und Kammerorchester, 1974
- Sonate für zwei Spieler, 1976
- Journey to love, Monooper für Sopran und Kammerorchester, 1978
- Tristessa II, Sinfonie für Sinfonie- und Kammerorchester, 1980
- Tristessa I, Sinfonie für Kammerorchester, 1982
- Ich sage auf Wiedersehen zu Mozart auf der Karlsbrücke von Prag, Serenade für großes Sinfonieorchester, 1983
- 1791, Serenade für Kammerorchester, 1983
- Warten auf Godot, szenische Musik für vier Solisten nach Samuel Beckett, 1983–1986
- In Memoriam..., Suite für Streichquartett in Erinnerung an Alban Berg, 1984
- Terminus für Violoncello solo, 1987
- Kammerkonzert für fünf Instrumentalisten, 1988
- Klänge einer traurigen Nacht für Ensemble, 1989
- ...Alla ‚Nostalgia‘, in memoriam Andrej Tarkowski, Kammerkonzert für 8 Instrumente, 1989
- Aus..., drei Fragmente für Bassetthorn/Bassklarinette and Vibrafon/Marimbafon, 1990
- Der Stand der Dinge für Ensemble und Tonband, 1991
- Postludio III für zwei Klaviere achthändig, 1992
- Musik für die Stadt Forst für zwei Klaviere, 1992
- Ist es genug? für Ensemble und Tonband, 1993
- Hutba, mugham und sura für Ensemble und Tonband, 1997
- 5 Stücke mit Kanons von Arnold Schönberg für Ensemble, 1998
- (K)ein kleines Schauspiel für zwei Gitarren und Bassflöte, 1998
- Schönheit – Utopie? für Gitarre solo, 1999
- Sind Sie noch am Leben, Herr Minister?! für Solovioline, 2000
- Ton und Verklärung für Orchester und Tonband, 2000
- Verklärung und Tod für Orchester und Tonband, 2001
- Malheur me bat für Gesang und Gitarre, 2001
- Canción de cuna für Sopran und Ensemble auf Gedichte von Federico García Lorca, 2001
- Stafette für Percussionsensemble, 2003
- Drei Bagatellen für Klavier und fünf Instrumente, 2003
- Konzert für Orchester und Solovioline, 2004
- Vingt après – Nostalgie, Konzert für Orchester, 2009
- Schnell Zu/g Vergangenheit oder Ist eine alte Musik schon/auch k/eine Musik?/! für drei Gruppen, 2010
- Tale of Tales, or Yesterday's Tomorrow für Ensemble und Sopransolo, 2012
- Épitaphe à Witold Lutoslawski für Bassflöte, Kontrabass und Streichquartett, 2013
- Der Botschafter ist bereits nach Jaffa abgereist für Ensemble, 2014
- Last Postlude – Post für Klavier, Vibrafon, Kontrabass sowie Streichquartett hinter der Bühne, 2015